# Eminem
Marshall Bruce Mathers III (Saint Joseph, Missouri, 1972. október 17. –), művésznevén Eminem Oscar- és többszörös Grammy-díjas amerikai rapper, zeneproducer, dalszerző és színész. Szólókarrierje mellett tagja volt a D12-nek, és a Bad Meets Evil hiphop duó egyik tagja Royce da 5’9” rapperrel. Eminem a legtöbb lemezt eladott híresség a 2000-es években, az Egyesült Államokban. A Rolling Stone Minden idők 100 legnagyobb előadója listáján a 82. helyen végzett. Ugyanez a magazin a Hiphop Királyának nevezte. A D12-vel és a Bad Meets Evil-el való munkáit is beleértve összesen tizenegy listavezető albuma van a Billboard 200 listán. Eminem eddig több, mint 155 millió albumot és kislemezt adott el, így ő lett minden idők egyik legkelendőbb előadója.
Megalapította saját kiadóját Shady Records néven, Paul Rosenberg nevű menedzserével. Shade 45 elnevezéssel saját rádióállomása van. Színészi pályafutását 2002-ben kezdte a 8 mérföld című hiphop dráma filmben. Ennek következtében Oscar-díjat nyert a Legjobb Eredeti Filmdal kategóriában, így ő lett az első rapelőadó, aki megnyerte ezt a díjat. Szintén főszerepet kapott a Shady Talez és a Have Gun, Will Travel című alkotásokban, melyek végül nem készültek el. Ezen kívül feltűnt kisebb szerepekben a Balhé a mosodában (2001), a Ki nevet a végén? (2009) című filmekben és a Törtetők című televíziós sorozatban.

## Életútja

### 1972–91: Gyermekkora és  pályájának kezdete
Marshall Bruce Mathers III néven született 1972. október 17-én, Saint Joseph városában, Missouri államban, Deborah R. (Nelson) Mathers-Briggs és Marshall Bruce Mathers, Jr. egyetlen gyermekeként. Skót, angol, német, svájci, lengyel, luxemburgi felmenőkkel rendelkezik. Miután édesapja az ő 18 hónapos korában elhagyta a családot, édesanyja egyedül nevelte őt. 12 éves korától anyjával folyamatosan költözködtek Missouri különböző városaiba (Saint Joseph, Savannah és Kansas City településeket beleértve), mielőtt letelepedtek volna Warrenben, Michigan államban, majd Detroitban, immár véglegesen, Mathers tinédzserkorában.
Gyerekként a történetmesélés érdekelte, emellett képregényrajzoló szeretett volna lenni, mielőtt felfedezte a hiphopot. 11 éves korában anyai nagybátyja, Ronald „Ronnie” Nelson megmutatta neki Ice-T Reckless című kislemezének egy másolatát, majd miután tinédzserként hozzájutott a Beastie Boys Licensed to Ill nagylemezéhez, komolyabban elkezdett érdeklődni a zene iránt. 14 évesen, amatőr rapperként, M&M művésznéven csatlakozott a Bassmint Productions csapathoz és megjelentették második EP-jüket, Steppin' Onto The Scene címmel. Később lecserélték nevüket Soul Intentre, és 1995-ben kiadták első kislemezüket, a Fuckin' Backstabber-t, a Mashin' Duck Records gondozásában. Bár beiratkozott a warreni Lincoln High School-ba,  gyakran vett részt freestyle versenyeken a már megszűnt Osborn High School-ban, Detroit keleti részén. Annak ellenére, hogy jól szerepelt a versenyeken egy afroamerikai műfajban, nevet szerzett magának az underground hiphop körökben. Miután meg kellett ismételnie kétszer a kilencedik évfolyamot iskolakerülés miatt, kirúgták az iskolából 17 éves korában.
1991-ben nagybátyja, Ronnie öngyilkos lett (egy sörétes puskával fejbe lőtte magát). Marshall nagyon közel állt nagybátyjához, ezért teljesen leépítette az eset; emlékére tetoválást is csináltatott: bal felkarjánál látható a „Ronnie R.I.P.” felirat. Ronnie-ról a Stan, Cleanin' Out My Closet, My Dad's Gone Crazy dalokban is említést tesz.

### 1992–96: Korai pályafutása és azInfinite
Egyik korai mentora egy helyi Champtown nevű rapper volt, akinek segítségével stúdióba juthatott; első közreműködése Champtown Do-Da-Dipity című dalának videoklipjében volt, 1992-ben. Eminem és Champtown útjai később különváltak. Szintén ugyanebben az évben aláírt az FBT Productions-hez, amelyet Jeff és Mark Bass futtatott. Egy ideig minimálbérért főzött és mosogatott a Gilbert’s Lodge étteremben St. Clair Shores-ban. 1996-ban megjelent a debütáló albuma az Infinite, amelyet a Bass Brothers tulajdonában lévő Bassmint stúdióban rögzített, a lemezt a Web Entertainment független kiadó jelentette meg. Maga Eminem is elég mérsékelten nyilatkozott az albumról, „Nyilvánvaló hogy fiatal voltam és rengeteg más előadó befolyásolt, rengeteg visszajelzést kaptam, azt mondták a stílusom hasonló Nas-hez és AZ-hez. Az Infinite számomra egy próbálkozás volt, hogy megtaláljam a saját rap-stílusomat, hogy milyen legyen a hangom a mikrofonban és bemutassam magam. Amolyan fejlődési szakasz volt ez. Úgy érzem az Infinite inkább egy demó, amit csak úgy összecsaptam.” Az album visszatérő témája volt hogy Eminem újszülött lányának, Hailie Jade Mathers-nek színvonalasabb életet biztosítson, valamint a mindennapos küzdelem és a meggazdagodás vágya. Karrierje elején együttműködött Royce da 5’9” detroiti MC-vel, akivel megalapították a Bad Meets Evil formációt. Az Infinite megjelenése után Eminem személyes küzdelme, kábítószerrel való visszaélése és nagymértékű alkoholfogyasztása egy sikertelen öngyilkossági kísérletbe torkollott.
Jimmy Iovine, az Interscope Records vezérigazgatója egy demókazettát kért Eminemtől, miután a második lett az 1997-es Rap Olimpián, Los Angelesben. Eminem már korábban megnyerte a Wake Up Show-n Az év freestyle előadója díjat, amely nagyban hozzásegítette egy lemezszerződés megszerzéséhez. Iovine lejátszotta a felvételt Dr. Dre producernek, az Aftermath Entertainment kiadó alapítójának. Ketten elkezdték felvenni a dalokat Eminem készülő, nagy kiadós debütáló albumához, amely a The Slim Shady LP címet kapta, eközben vendégszerepelt Kid Rock Devil Without a Cause lemezén. A The Source hiphop magazin feltüntette az Unsigned Hype rovatában, 1998 márciusában.

### 1997–99:The Slim Shady LP
A The Slim Shady EP volt Eminem bemutatkozó EP-je, a Web Entertainment berkei alatt jelent meg, 1997-ben. Az EP kazetta, bakelit és CD formátumban is kijött. A bakelit és a CD-változatot 1998-ban adták ki. Eminem ezen az EP-n mutatta be először „Slim Shady” személyét, s dalszövegei jelentős eltérést mutattak az Infinite-tal szemben, állandó témák közt volt a droghasználat, a szexualitás, a mentális instabilitás és az eltúlzott erőszak. A másik kiindulási pont a személyesebb témák feltárása volt, a szegénység, válasz a kritikákra, valamint a házassági és családi nehézségek. A flow-ja, előadásmódja is érezhetően más volt mint az Infinite esetében, mivel a legtöbb kritikus azt állította hogy stílusa túlságosan is hasonlít Nas és AZ rapperekére. Eminem továbbá történetmesélési képességeit is kihasználta az EP-n. A produceri munka és a zenei alapok – amelyeket a korábbi együttműködők, DJ Head, The Bass Brothers és Mr. Porter készítettek – minősége is észrevehetően jobb volt mint korábban. A Billboard szerint Eminem életének ezen pontján „rájött, zenei ambíciója az egyetlen mód, aminek segítségével elmenekülhet boldogtalan élete elől”.
Miután aláírt az Aftermath Entertainment/Interscope Records kiadókhoz 1998-ban, Eminem kiadta első nagy kiadós stúdióalbumát, a The Slim Shady LP-t, Dr. Dre erős produceri közreműködésével, egy évvel később, 1999-ben. A Billboard dicsérte az albumot, amely szerintük „fényévekkel jobb mindennél amit eddig írt”. A lemez 1999 egyik legnépszerűbb albuma volt, év végére pedig háromszoros platinalemez lett. Az album népszerűségét számos vita is kísérte, a dalszövegek miatt. A '97 Bonnie and Clyde című dalában lányával együtt utazik egy autóban hogy eltemesse felesége holttestét. A Guilty Conscience szerzemény végén egy embert ösztönöz arra hogy megölje feleségét, és annak szeretőjét. A Guilty Conscience a kezdetét jelentette egy barátságnak, egyúttal zenei köteléknek is Eminem és Dr. Dre között. A két barát később több dalt is előadott együtt, amelyek mind slágerek lettek, beleértve a Forgot About Dre és a What's the Difference szerzeményeket Dr. Dre 2001 című albumáról, vagy a Bitch Please II a The Marshall Mathers LP-ről, a Say What You Say a The Eminem Show-ról, az Encore/Curtains Down az Encore-ról, az Old Time's Sake és a Crack a Bottle a Relapse-ről. Dr. Dre szívesen vendégszerepel Eminem összes stúdióalbumán, az Aftermath szárnyai alatt. A The Slim Shady LP mára már négyszeres platinalemez. A megjelenése után Eminemet néhányan azzal vádolták hogy leutánozta Cage underground rapper stílusát.

### 2000–02:The Marshall Mathers LPés aThe Eminem Show
A The Marshall Mathers LP 2000 májusában jelent meg. Az első héten 1.76 millió darabot adtak el belőle, így megdöntötte azt a rekordot, amelyet Snoop Dogg állított fel a Doggystyle című lemezével, mint a leggyorsabban fogyó hiphop album, valamint Britney Spears …Baby One More Time debütáló lemezét is sikerült letaszítani az első helyről, így a The Marshall Mathers LP lett a leggyorsabban fogyó szólóalbum az Egyesült Államokban. Az első kislemez az albumról a The Real Slim Shady volt, amely rendkívül sikeres lett és kisebbfajta vita alakult ki a hírességek között, akiket Eminem a dalban parodizál, vagy megsért; többek között Christina Aguilera-t is, akiről azt állítja hogy orális szexben részesítette Fred Durst-öt és Carson Daly-t. A második kislemez a The Way I Am lett, amelyben a rajongói és a lemezkiadója által keltett nyomásról beszél, akik azt akarják hogy szárnyalja felül a My Name Is sikereit és adjon el több lemezt. Bár Eminem a My Name Is videoklipjében kiparodizálta Marilyn Manson rock-énekest, a két művész állítólag jó viszonyban van. Egy ízben együtt adták elő a The Way I Am dal remix-változatát egy koncerten. A Stan című dalból készült a harmadik kislemez (a refrénben Dido Thank You szerzeményéből hallhatóak részletek), ebben Eminem megpróbálja érzékeltetni újdonsült hírnevének árnyoldalait, egy őrült rajongón keresztül bemutatva, aki megöli magát és terhes barátnőjét, tükrözve ezzel egy korábbi dalt, a '97 Bonnie & Clyde-ot, a The Slim Shady LP-ről. A Q magazin a Stan- minden idők harmadik legnagyobb rap dalának nevezte, a Top 40-Charts.com honlapon egy hasonló felmérésen a tizedik lett. Azóta a Rolling Stone magazin Minden idők 500 legjobb dala listáján a 290. helyezett lett. 2000 júliusában Eminem lett az első fehér ember aki szerepelt a The Source magazin borítóján. A The Marshall Mathers LP mára már tízszeres platinalemez.
Eminem 2001-ben Elton Johnnal együtt lépett fel a 43. Grammy-díjkiosztó ünnepségen, a Melegek és Leszbikusok Becsületsértés Elleni Szövetsége (GLAAD) nagy mértékű homofób töltetet vélt felfedezni, és elítélte a nyíltan meleg John azon döntését, hogy Eminemmel együtt adja elő a Stan című dalt. Az Entertainment Weekly a produkciót az „év legjobbjai” közé sorolta mondván: „Ez egy világot körbejáró ölelés volt. Eminem, homofób szövegeivel megosztotta a színpadot egy homoszexuális ikonnal, amely minden tekintetben emlékezetes volna.” Február 21-én, egy nappal az ünnepség előtt a GLAAD tiltakozó tüntetést tartott a Staples Centerben, ahol a Grammy díjátadót tartották. Eminem 2001-ben több turnén is részt vett, többek közt az Up in Smoke Turnén, ahol olyan előadókkal lépett fel együtt, mint Dr. Dre, Snoop Dogg, Xzibit és Ice Cube, valamint a Family Values Turnén a Limp Bizkit zenekarral.
Eminem harmadik stúdióalbuma The Eminem Show címen jelent meg 2002 nyarán, és az első héten több mint 1 millió példányt adtak el belőle. Az album egyik kislemezén a Without Me-n becsmérlő megjegyzéseket tesz többek közt a fiúegyüttesekre, a Limp Bizkit-re, Dick Cheney-re, Lynne Cheney-re, és Moby-ra. A The Eminem Show tízszeres platina-minősítést kapott az Amerikai Hanglemezgyártók Szövetségétől. Az albumon Eminem reflektálta a világhír hatását, kapcsolatát feleségével és lányával, státuszát a hiphop közösségben. Szintén megemlítette azokat a vádakat, amikkel szembenézett 2000-ben, miután megtámadott egy kidobóembert, mert látta hogy az megcsókolja a feleségét. Stephen Thomas Erlewine az AllMusic-tól továbbra is érezte a tiszta haragot a dalokban, de szerinte kevésbé volt figyelemreméltó mint a The Marshall Mathers LP. Azonban L. Brent Bozel III, aki már korábban kritizálta a The Marshall Mathers LP-t nőgyűlölő dalszövegei miatt, megjegyezte hogy a The Eminem Show-n kiterjedten használja az obszcén nyelvezetet, Eminemet pedig az „Eminef” becenévvel illette, ami a motherfucker szó egyik rövidített változata. A The Eminem Show a 2002-es év legtöbbet eladott albuma lett.

### 2003–05: Encore
2003. december 8-án az Egyesült Államok Titkosszolgálata bevallotta hogy vizsgálatot indított Eminem ellen, mert az állítólag megfenyegette az Egyesült Államok elnökét. A vizsgálatra egy szöveg-részlet miatt került sor: „Picsába a pénzzel/Nem a halott elnökökért rappelek/Inkább látnám az elnököt holtan...” A dal a We As Americans, és egy bónusz CD-re került fel, amely egy album mellé tartozott.
2004-ben Eminem kiadta negyedik stúdióalbumát, az Encore-t. A lemez listavezető volt, köszönhetően a Just Lose It kislemeznek, amelyben Eminem Michael Jackson pop-énekesre tett kíméletlen megjegyzéseket. 2004. október 12-én, egy héttel a Just Lose It megjelenése után Michael Jacksont felhívták a Los Angeles-béli Steve Harvey rádióműsorában, hogy kifejezze nemtetszését a videoklip iránt, amelyben kiparodizálják gyermekmolesztálási ügyét, a plasztika műtétjeit és egy balesetet, amelyben Jackson haja tüzet fogott egy Pepsi reklám forgatásán, 1984-ben. A dalszövegben Eminem utal Jackson jogi gondjaira, de kijelenti „...ez nem egy célzás Michaelra/Ez csak egy hasonlat/Őrült vagyok...” Jackson sok barátja és támogatója szólalt fel a videó ellen, köztük Stevie Wonder, aki megjegyezte hogy „egy olyan embert rugdos, aki mélyponton van”, a klipet pedig egyszerűen csak „baromságnak” nevezte, Steve Harvey pedig kijelentette: „Eminem elvesztette a gettó-hitelét. Azt akarjuk hogy visszaszerezze.” A videóban Eminem parodizálja még Pee-wee Hermant, MC Hammert és a „Blond Ambition”-korszakos Madonnát is. A Jackson-üggyel kapcsolatban Alfred Matthew Yankovic, aki 2003-as Poodle Hat albumán Couch Potato dalában Eminem "Lose Yourself" című szerzeményét parodizálta, a Chicago Sun-Times újságnak elmondta: „Tavaly Eminem megkeresett és megkért rá hogy szüneteltessem a »Lose Yourself« paródiámat, mert úgy gondolta hogy ez káros lenne az ő imázsára és karrierjére. Szóval a Michaellal való helyzet iróniája nem vész el nálam.” A Black Entertainment Television volt az első csatorna, amely betiltotta a Just Lose It videoklip sugárzását. Az MTV azonban továbbra is vetítette. A The Source magazin vezérigazgatója Raymond „Benzino” Scott szerint nem csak a videót kellett volna betiltani, de a dalt is le kellett volna venni az albumról, valamint nyilvános bocsánatkérést várt Eminemtől, Jackson-nak. Jackson és a Sony 2007-ben megvásárolta a Famous Music LLC-t a Viacom amerikai média-nagyhatalomtól. Ezzel hozzájutott többek között Eminem, Shakira és Beck dalainak jogaihoz is.
Az első kislemez komikus töltete ellenére az Encore komolyabb témákkal is foglalkozott, beleértve a Mosh című háborúellenes dalt. 2004. október 25-én, egy héttel a 2004-es amerikai elnökválasztás előtt jelent meg a dal videoklipje az interneten. A szöveg erős Bush-ellenes elemeket tartalmazott, mint „picsába Bushsal” és „lefegyverezzük ezt a tömegpusztító fegyvert, akit az elnökünknek hívunk”. A videoklipben Eminem maga mögé gyűjt egy sereg embert, köztük Lloyd Banks rappert is, akik a Bush-kormány áldozatai, hogy elvezesse őket a Fehér Házba. Azonban amikor a seregnek sikerül betörni, kiderül hogy egyszerűen csak sorba állnak és szavaznak, a videó pedig a következő szöveggel ér véget: „SZAVAZZ, kedd, november 2.” Miután Busht újraválasztották a videó végét megváltoztatták és a sereg Bush beszéde közben tört be a helyiségbe.

### 2005–08: Szünet

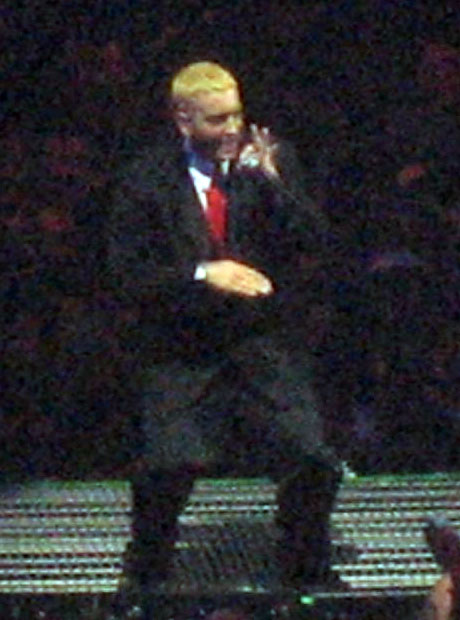
Eminem az Anger Management Turnén, 2005 augusztusában

2005-ben néhány bennfentes úgy vélekedett, hogy Eminem azt fontolgatja, befejezi rapper karrierjét, hat év és számos platinalemez után. A spekulálás 2005 elején indult, egy dupla-lemezes korongról, amely az év végén jelenik meg, The Funeral címmel. Időközben kiderült hogy a Curtain Call: The Hits válogatásalbumról van szó, melyet decemberben adtak ki. 2005 júliusában a Detroit Free Press híreket közölt le Eminem további szólókarrierjéről, néhány személyt megkérdeztek a szűk baráti köréből, akik azt mondták hogy inkább a produceri és kiadói feladatokra fog koncentrálni. A válogatásalbum megjelenésének napján Eminem a Detroit-béli WKQI rádióállomás Mojo in the Morning műsorában cáfolta hogy visszavonul, de utalt arra hogy előadóként talán tart egy kis szünetet, mondván „Életem azon pontján vagyok most, hogy nem tudom hová is tartson a karrierem...” 2006-ban kiadta a The Re-Up című albumot, amelyen rajta kívül kiadója, a Shady Records előadói is szerepeltek.
2005-ben Eminem szerepelt Bernand Goldberg 100 ember, akik tönkreteszik Amerikát című könyvében, ahol az 58. helyre rangsorolták. Goldberg egy 2001-es cikkből idézett, amit Bob Herbert írt a The New York Times újságban: „Eminem világában minden nő kurva és alig várja, hogy megerőszakolja és megölje őket.” Goldberg felhozta példának Eminem No One Iller című dalát a The Slim Shady EP-ről, amely nőgyűlölő töltetet tartalmaz. 2005 nyarán Eminem megkezdte háromévesre tervezett Anger Management 3 turnéját Amerikában, többek közt olyan előadókkal mint 50 Cent, a G-Unit, Lil Jon, a D12, Obie Trice, The Alchemist. 2005 augusztusában lemondta a turné európai részét, majd bejelentette, hogy bevonul egy drogrehabilitációs kezelésre „altatófüggőség” miatt. A Curtain Call: The Hits 2005. december 6-án jelent meg az Aftermath Entertainment kiadásában. Az első héten közel 441.000 darabot adtak el belőle az Egyesült Államokban, és ez volt Eminem negyedik olyan albuma, amely az első helyen nyitott a Billboard 200 listán. A korong kétszeres platinalemez lett.
2007 szeptemberében Eminemet felhívta a New York-i Hot 97 rádióállomás, egy 50 Centtel készülő interjú közben, amely során elmondta: „Én mindig dolgozom! Egyfolytában a stúdióban vagyok! Most nagyon jól érzem magam, hiszen jól mennek a lemez munkálatai. Egy ideig nem igazán akartam stúdiót látni, hiszen voltak magánjellegű problémáim, de már megoldottam ezeket és ez jó érzés.”

### 2008–09:Relapseés aRefill

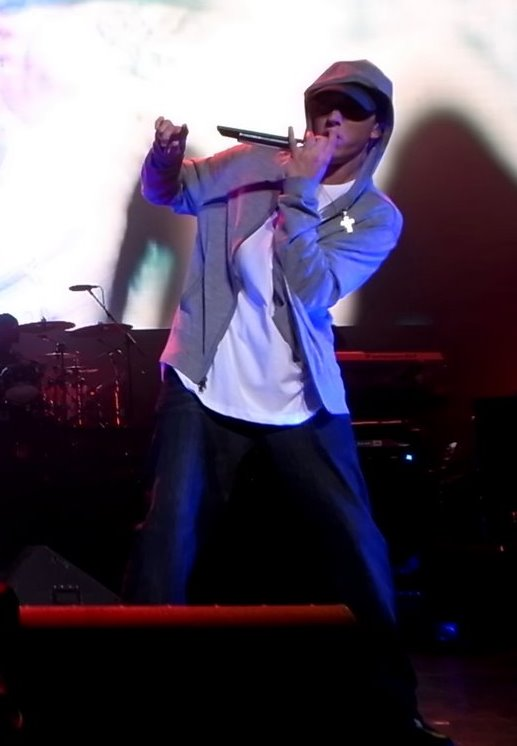
Eminem egy DJ Hero rendezvényen, Los Angelesben

Eminem 2008 szeptemberében szerepelt a Sirius csatorna Shade 45 műsorában, ahol azt mondta: „Mindig is foglalkoztam különféle projektekkel és kértem fel előadókat a lemezemhez. Most csak a saját cuccommal törődök, hogy nagyot szóljanak majd a számok.” Ez idő tájt az Interscope végül megerősítette, hogy valóban lesz új Eminem album, a megjelenését pedig legkésőbb valamikor 2009 tavaszára datálták. 2008 decemberében több részletet is elárult a készülő lemezről, aminek már korábban bejelentette hogy Relapse lesz a címe. „Én és Dre visszatértük a stúdióba, mint a régi szép időkben, ember. Dre végzi a produceri munkák legtöbb részét a 'Relapse'-en. Olyanok vagyunk mint rég...”
2009. március 5-én egy sajtóközleményben elmondta, hogy két új albumot fog kiadni ugyanabban az évben. Az első a Relapse volt, május 19-én került a boltokba, míg az első hivatalos kislemez és annak videoklipje a We Made You április 7-én jelent meg. Bár a Relapse nem ismételte meg Eminem előző korongjainak magas eladási számait, mégis sikeres volt kereskedelmileg, néhány kritikai elismerést is kapott, amelynek következtében sikerült helyreállítania jelenlétét a hiphop világában. A Relapse volt a 2009-es év egyik legnépszerűbb albuma, világszerte több mint 5 millió darabot adtak el belőle. A 2009-es MTV Movie Awards díjkiosztón Sacha Baron Cohen felszerelt angyalszárnyakkal a levegőből közelítette meg a színpadot, amikor Eminem feje felett megtorpant. Cohen elkezdett pánikolni, mire lassan leeresztették, és a nagyrészt meztelen hátsója pont Eminem arca előtt landolt. A szitkozódó zenészről végül a testőrei hámozták le a komikust. Három nappal később Eminem elmondta hogy ez csak egy megrendezett eset volt, amit együtt találtak ki. Október 30-án fellépett a Voodoo Music Experience fesztiválon, New Orleansban mint headliner, ez volt az első teljes fellépése 2009-ben. A koncerten több dalt is előadott a Relapse albumról, néhány régebbi slágert és D12-es közreműködéseit. November 19-én bejelentette honlapján hogy a Relapse: Refill megjelenésére december 21-én kerül sor. Az album lényegében a Relapse újrakiadása volt, hét bónusz dallal, beleértve a Forever és a Taking My Ball szerzeményeket. Egy nyilatkozatban a közelgő CD-ről is írt:
„Több szerzeményt akarok csinálni, mint amit ebben az évben elterveztem... Remélem ezek a dalok a Refill-en kiengesztelik a rajongókat, amíg jövőre ki nem jön a Relapse 2. Nemrég ismét stúdióba vonultam Dr. Drével és további producerekkel. Teljesen más irányba indultunk el, mint amit az idei albumom képvisel. Nem akarom, hogy az elsőtől eltérő felvételek szerepeljenek a Relapse 2-n, de szeretném, ha ezeket is megismerné a közönség, ezért állítottam össze a Refill-t.”

### 2010–11:Recoveryés a Bad Meets Evil újraegyesítése

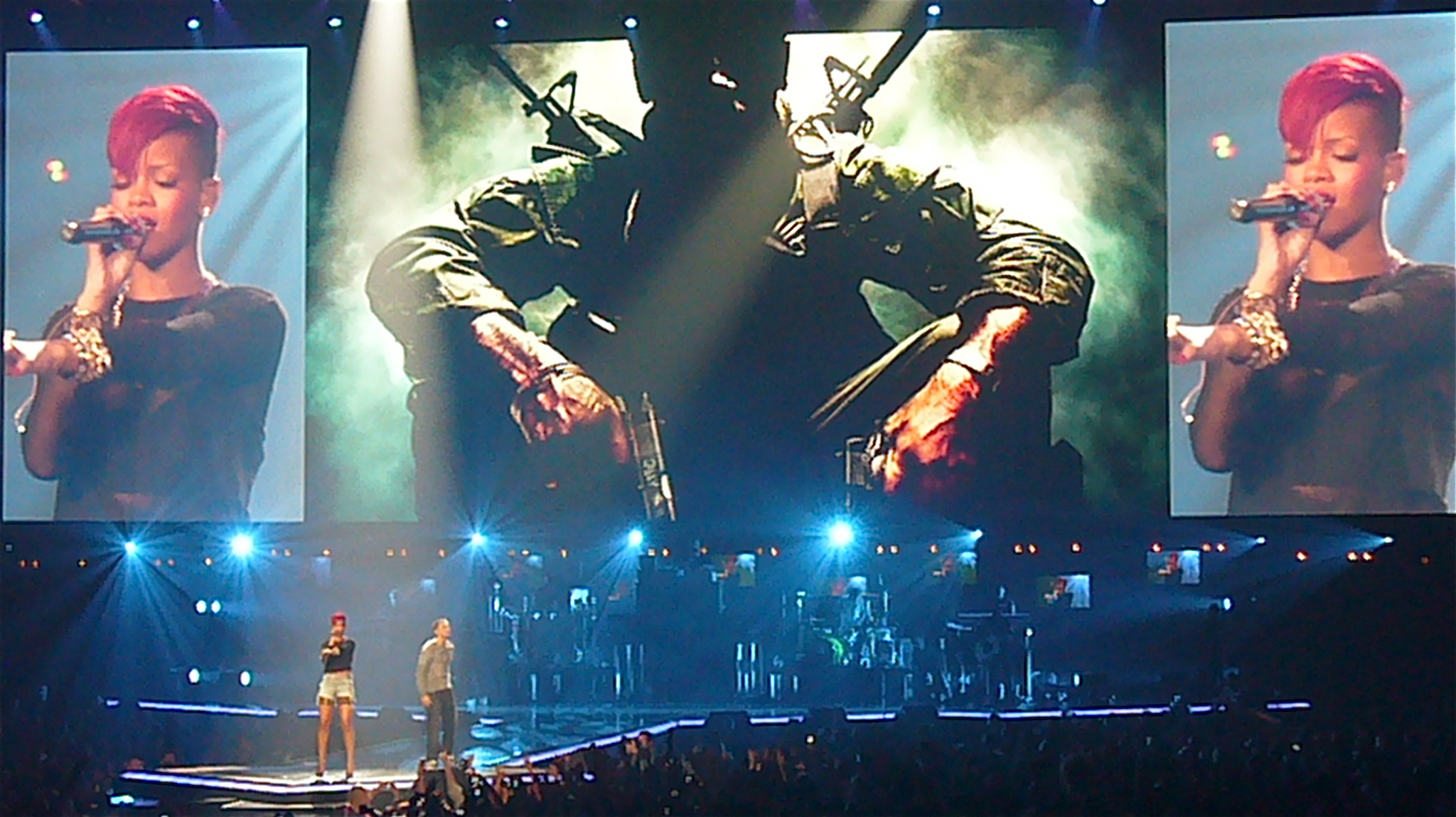
Eminem és Rihanna Love the Way You Lie előadása közben, az E3 Expo Partin, 2010-ben

2010. április 14-én Eminem a „Nem lesz Relapse 2” üzenetet jelentette meg twitterén követőinek. Ennek következményeként az emberek azt hitték, hogy egyáltalán nem jön ki semmiféle új lemez, de végül kiderült hogy, csupán az album címét változtatta meg Recovery-re. Ezt ugyancsak egy twitter bejegyzéssel erősítette meg („RECOVERY”), és egy linkkel, ami a hivatalos honlapra vezetett. Eminem ezzel kapcsolatban azt mondta: „Eredetileg úgy terveztem, hogy tavaly adom ki a Relapse 2-t. De ahogy rögzítettük és dolgoztunk az új dalokon, a Relapse folytatásának ötlete egyre kevésbé és kevésbé látszott értelmesnek. A Recovery-re kerülő számok egészen másfajták, mint a Relapse-en hallható szerzemények, így azt gondoltam, ez a lemez más címet érdemel.” A Recovery június 18-án jelent meg. Az első héten 741.000 darabot adtak el belőle az Egyesült Államokban és a Billboard 200 első helyén nyitott. Ez lett Eminem hatodik listavezető albuma az USA-ban, nemzetközi kereskedelmi siker lett, és rengeteg más országban volt listavezető. A Billboard 200 listán először öt egymást követő, majd később még két héten át tartózkodott az első helyen. A Recovery volt 2010 legtöbbet eladott lemeze, a Nielsen SoundScan történelmében Eminem lett az első olyan előadó, akinek két különböző albumából a két legtöbbet eladott korong is lett, két egymást követő évben. A Recovery ezen kívül a legtöbbet eladott digitális album a történelemben. Az első kislemez a Not Afraid" volt, április 29-én jelent meg és a Billboard Hot 100 első helyén debütált, a videoklipet június 4-én kezdték el sugározni. A Not Afraid után a Love the Way You Lie lett a következő kislemez, a második helyen nyitott, majd gyorsan az elsőre került. Ez volt 2010 legtöbbet eladott kislemeze az Egyesült Királyságban, annak ellenére hogy nem volt listavezető, először történt ilyen az országban 1969 óta. Néhány kedvezőtlen kritikától függetlenül a Recovery nagyrészt pozitív véleményeket kapott a zenekritikusoktól. 2010. november 21-én az albumból már 3 millió példányt értékesítettek az Egyesült Államokban. A Recovery a 2010-es év legtöbbet eladott lemeze volt világszerte, hasonlóan a The Eminem Show-hoz, ami 2002-ben szintén a legkelendőbb albumként büszkélkedhetett nemzetközileg, így már két olyan korongja volt, amelyből az adott évben a legtöbbet adták el világszerte. A Recovery-vel Eminem tartja a legtöbb egymást követő listavezető albumok rekordját Amerikában, szóló előadóként.
Eminem 2010-ben fellépett a BET Awards díjkiosztón, ahol előadta a Not Afraid dalát, és az Airplanes, Part II-t B.o.B.-val. Ugyancsak szerepelt az Activison E3 koncertjén. 2010 júniusában bejelentette, hogy csinál néhány koncertet Detroitban és New Yorkban, Jay-Z közreműködésével. Az eseményt The Home & Home Turnénak nevezték el. Az első két koncert jegyei gyorsan elfogytak, ez arra sarkallta a két előadót, hogy további koncerteket tartsanak a helyszíneken. A BET közben Eminemet a 21. század első számú rapperének nevezte. 2010. szeptember 12-én ő nyitotta meg az MTV Video Music Awards díjkiosztó ünnepséget, ahol előadta a Not Afraid és a Love the Way You Lie dalait, utóbbit Rihannával karöltve. A Recovery és a The Home & Home Turné sikerei miatt az MTV a Legforróbb MC-nek, a HipHopDX honlap pedig „Az év MC-jének” nevezte. Eminem és Rihanna ismét együtt dolgoztak egy új dalon, ami a Love the Way You Lie (Part II) címet kapta és a Love the Way You Lie folytatása volt, és egy nő szemszögéből mutatta be az eseményeket. Nicki Minaj felkérte Eminemet a Pink Friday nagylemezén található Roman's Revenge című dalához közreműködőként. A dalban szerepelt Minaj alteregója Roman Zolanski és Eminem Slim Shadyje is.T.I. That's All She Wrote című dalában is megjelent. Ezeken kívül Eminem vendégelőadó volt még Dr. Dre I Need a Doctor dalában, amely a Detox album második kislemezeként jelent meg. 2010 decemberében a Billboard magazin „2010 Top 25 Zenei Pillanata” listáján „Eminem nagy felépülése” lett az év legnagyobb eseménye. Eminem 2011. február 13-án az 53. Grammy-díjkiosztón előadta Rihannával és Adam Levine-nel a Love the Way You Lie (Part II)-t, Dr. Drével és Skylar Greyjel karöltve pedig az I Need a Doctor című dalt. 2011 februárjában bejelentették a Recovery harmadik kislemezét, a Space Boundot, amelynek videóját az egykori pornósztárral, Sasha Greyjel forgatták. A várva várt videoklip végül június 24-én jelent meg az iTunes Store-on.

2010-ben Eminem újra együtt dolgozott Royce da 5'9"-cel, hogy elkészítsék első EP-jüket, a Bad Meets Evil formációként. A duó 1999-ben alakult. Az EP a Hell: The Sequel címet kapta és 2011. június 14-én jelent meg. Eminem közreműködött Royce Da 5'9" Writer's Block című dalában, melyet hivatalosan április 8-án adták ki. 2011. május 3-án megjelent a Hell: The Sequel EP kislemeze a Fast Lane, amelyből videoklip is készült. 2011 márciusában a The Eminem Show, majd a The Marshall Mathers LP is gyémántlemez lett. Így Eminem lett az első olyan rapper, akinek két gyémánt minősítésű albuma van. A Facebook listák élére is felküzdötte magát, ő lett a legkedveltebb személy, 58 millió lájkkal, ezzel olyan előadók elé kerülve mint Lady Gaga, Justin Bieber, Rihanna és Michael Jackson. Továbbá öt éve ő az első olyan előadó, akinek két listavezető albuma is volt 12 hónap alatt: a Recovery és a Hell: The Sequel. 2011 elején kiszivárogtatta a 2.0 Boys című dalt, mellyel együtt Yelawolf és a Slaughterhouse is aláírt a Shady Records kiadóhoz januárban, a dalt pedig áprilisban elő is adták. A Bad Meets Evil 2011. július 6-án jelentette meg a Lighters című második kislemezt, a videoklipet augusztus végén kezdték el vetíteni. 2011. augusztus 6-án Eminem fellépett a Lollapalooza fesztiválon, ahol több dalt is előadott.

### 2012–napjainkig: Marshall Mathers LP2, Revival, Kamikaze, Music To Be Murdered By, MTBMB Side B
2017. december 15-én jelent meg a Revival című lemeze, viszont ezzel nagyobb sikereket sajnos nem ért el.
2018. augusztus 31-én jelent meg egy újabb lemeze, a Kamikaze, melyben több, úgynevezett "soundcloud" előadókat szól le, és elkezd visszatérni régi alteregójához, Slim Shady-hez. Az albumon a "Not Alike" címmel ellátott zenében említi meg Machine Gun Kelly-t is, aki még 2012-ben Eminem lányát, Hailie Jade Scott-ot vette a szájára. A rivális előadó válaszként írta meg a "Rap Devil", vagyis a Rap Ördöge címe számot, melyben Marshall-t szólja le. Természetesen ezt a már csúcson lévő rapper, Eminem se hagyhatta, így hát ő is válaszolt egy zeneszámmal, amely a Killshot, vagyis Halálos Lövés címet kapta. Erre MGK-tól, vagyis Machine Gun Kelly-től már válasz nem érkezett.

### Shady Records és a D12
Mivel Eminem többszörös platinalemezes eladásokat produkált, az Interscope megengedte neki, hogy saját kiadót alapítson. Ő és menedzsere Paul Rosenberg 1999 végén hozták létre a Shady Recordsot. Ezt követte Detroit rappereinek, a D12-nek és Obie Trice-nak a leszerződtetése. 2002-ben Eminem leszerződtette 50 Centet, egy közös megegyezés keretein belül a Shady és Dr. Dre Aftermath kiadója között. 2003-ban Eminem és Dr. Dre leszerződtette az Atlantai rappert, Stat Quót a Shady/Aftermatha kiadóhoz. DJ Green Lantern, Eminem volt DJ-je, egykor szintén a Shadyhez tartozott, de a 50 Cent és Jadakiss között kialakult viszály miatt arra kényszerült, hogy otthagyja a kiadót; már nem dolgozik együtt Eminemmel, The Alchemist váltotta fel, ő Eminem hivatalos turné DJ-je. 2005-ben egy másik atlantai rapper, Bobby Creekwater is aláírt a kiadóhoz, a West Coast rapper Cashisszel együtt.
2006. december 5-én megjelent a Shady Records válogatásalbum az Eminem Presents: The Re-Up. Eredetileg egy mixtape lett volna, de Eminem úgy gondolta hogy az anyag jobb a vártnál, ezért úgy döntött, egy teljes lemezt ad ki. Ez segítette elindítani az új előadókört, Stat Quót, Cashist és Bobby Creekwatert. Az Infinite felvételeinek idejében Eminem, Proof és Kon Artis rapperek összeverbuváltak egy csapatot, amelynek először a „Detroit Twelver”, majd a „Dirty Dozen” nevet akarták adni, később ezt lerövidítették D12-re, a csapat koncepciója hasonló volt, mint a Wu-Tang Clan rapzenekarnak. 2001-ben Eminem behozta együttesét a népszerű zenei szcénába, és debütáló albumukat még abban az évben megjelentették Devil's Night címen. Az első kislemez az albumról a Shit on You volt, ezt követte a Purple Pills, am egy óda volt a drogokhoz. A rádió és a televízió cenzúrázott verzióban adta le a dalt, a szöveget erősen átírták, a drogra és szexre utaló részeket eltávolították, a dal címét pedig Purple Hillsre változtatták. Bár a szerzemény sláger volt, az album második kislemeze a Fight Music már korántsem volt ilyen sikeres.
A D12 bemutatkozó albumának kiadása után egy hároméves szünet következett, majd végül újra összeálltak, hogy elkészítsék második lemezüket, amely D12 World címmel jelent meg 2004-ben és megtalálható volt rajta a népszerű dal, a My Band. 2006 áprilisában a D12 egyik tagját (Eminem gyerekkori barátját), Deshaun „Proof” Holtont megölték egy klubban kialakult dulakodás közben a 8 Mile Roadon, Detroitban, Michigan államban, a veterán Keith Bender Jr.-ral együtt, aki szintén életét vesztette a csetepaté után egy héttel. A rappert Mario Etheridge kidobóember lőtte le, Bender unokatestvére. Egy személygépkocsival vitték be az St. John Health's Conner Creek Campus sürgősségi kórházba, de érkezésekor már halott volt. Eminem és az egykori Shady Records előadó Obie Trice is tartott beszédet a temetésen. A D12 tag Bizarre elmondta hogy Eminem nem fog közreműködni az új Blie Cheese & Coney Island című albumán, mivel „túl elfoglalt, hogy tegye a dolgát”. A D12 2011-ben megjelentett egy mixtape-et, Return of the Dozen Volume 2 címmel, de Eminem csak egy dalban, a Fame-ben szerepelt, ellenben az előző Return of the Dozen című mixtape esetében, ahol egyáltalán nem működött közre.

### Színészi karrierje
Bár volt egy kis szerepe a 2001-es Balhé a mosodában című filmben, Eminem hivatalos hollywoodi debütálására a félig önéletrajzi ihletésű 8 mérföld című produkció során került sor, amely 2002 novemberében jelent meg a mozikban. Azt mondta, a film nem követi szóról szóra az életét, de reprezentálja, hogyan nőtt fel Detroitban. Néhány új dalt is felvett a filmzenéhez, köztük a Lose Yourself címűt is, amely 2003-ban elnyerte az Oscar-díjat a Legjobb Eredeti Dal kategóriában. A Lose Yourself volt a leghosszabb időn át futó listavezető hiphop kislemez. Azonban a dalt Eminem távolléte miatt nem adták elő az ünnepségen. Munkatársa, Luis Resto, a dal egyik írója vette át a díjat.
Eminem néhányszor hangját is adta bizonyos produkciókhoz. Ezek közé tartozik a 50 Cent: Bulletproof című videojáték, ahol egy idősödő korrupt rendőrnek adja a hangját, a Comedy Central televíziós csatorna sorozata a Crank Yankers és egy internetes rajzfilm a The Slim Shady Show, amelyet azóta abbahagytak és megjelentették DVD-n. Dalai rengeteg különböző filmben megjelentek. Esélyes volt David Rice szerepére a 2008-as Hipervándor című filmben, miután Tom Sturridge-ot kirúgták két héttel a forgatás megkezdése előtt. A rendező Doug Liman egy kiemelkedőbb színészt szeretett volna a főszerepre, végül Eminem helyett Hayden Christensent választotta. 2009-ben Eminemnek volt egy kis cameo-szerepe a Ki nevet a végén? című filmben.
2009. november 8-án szóba került, hogy Eminem lesz a főszereplője egy közelgő 3D-s horror antológiának a Shady Talez-nek, amelynek producere John Davis lesz. A film alapján egy négy részes képregénysorozat is napvilágot látott, valamikor 2010-ben.
Christina Aguilera mellett feltűnt a Törtetők című tévésorozat hetedik évadjának utolsó, Lose Yourself című epizódjában, ahol önmagát játszotta.
Eminem lett volna a főszereplője a Mélyütés c. filmnek, de 2012-ben kiszállt a projektből. A szerepet pedig Jake Gyllenhaal vette át. 2011 januárjában megjelent egy hír, miszerint Eminem lesz a főszereplője a Random Acts of Violence című thrillernek.

### Emlékiratok
2008. október 21-én Eminem kiadott egy önéletrajzi könyvet The Way I Am címmel, amelyben mesél küzdelméről a szegénységgel, a drogokról, a hírnévről, szívfájdalmairól és a depresszióról, valamint az útról a népszerűség felé és múltbéli ellentéteiről. Ezen kívül a könyv tartalmazza többek közt a Stan és a The Real Slim Shady eredeti dalszövegét is.
Eminem édesanyja, Debbie Nelson szintén kiadott egy önéletrajzi művet, My Son Marshall, My Son Eminem címmel, amelyben Nelson elmeséli saját gyerekkorát, életét, találkozását Marshall Bruce Mathers Jr.-ral (Eminem édesapjával), Eminem felemelkedését és küzdelmét a népszerűséggel.

### Reklámok
Eminem összesen két reklámban szerepelt, amiket a Super Bowl XLV során sugároztak. Az első, mindössze egyperces produkcióban a Lipton Brisk Iced Tea-t reklámozza, gyurmafiguraként. A második egy-két perces reklám (akkoriban a leghosszabb volt a Super Bowl történetében), amelyben egy Chrysler 200 márkájú autóval végighajt Detroiton és végül besétál a Fox Theatre-be, ahol a Lose Yourself című dalt játsszák.

### Jótékonyság
Eminem megalapította saját jótékonysági szervezetét, Marshall Matthers Alapítvány néven, amely a hátrányos helyzetű fiatalokat segíti. Az alapítvány gyakran működik együtt egy szervezettel, amit Norman Yatooma, híres detroiti ügyvéd hozott létre.

## Művészete

### Hatások és rappelési stílusa
Eminem több MC-t is megnevezett, akik befolyásolták rappelési stílusát. Az első és legfontosabb a mentora Dr. Dre, akinek elborult, erős, terrort és paranoiát idéző stílusa Eminem munkáiban is fellelhető. Ezen kívül olyan előadók voltak még rá hatással, mint Esham, Kool G Rap, Masta Ace, Big Daddy Kane, Newcleus, Ice-T, Mantronix, Melle Mel (különösen a The Message című dala), LL Cool J, Beastie Boys, Run-DMC, Rakim, és a Boogie Down Productions.
A How to Rap című könyvben Guirella Black megjegyzi hogy Eminem rengeteg más MC-től tanult, hogy létrehozza saját rappelési technikáját: „Eminem mindet meghallgatott, és ez az, ami miatt a legnagyobbak között van.” Ugyanabban a könyvben Eminemet több más MC dicséri különböző szempontok miatt, ezek közé tartoznak a változatos és humoros témák, kapcsolata a hallgatósággal, egy koncepció képviselése albumok sorozatán keresztül, rímek komplex rendszere, a szavak „meghajlítása” hogy rímeljenek, többszótagú rímek használata, több rím alkalmazása minden ütemben, összetett ritmusok, tiszta kiejtés, dallamok és szinkópa használata. Ismert arról, hogy szövegei többségét papírra írja le, valamint kell neki néhány nap vagy egy hét, hogy „munkamániássá” váljon és „tökéletesítse” a vokált.

### Alteregók
Eminem különböző alteregókat használ a dalaiban, hogy eltérő stílusban és más témákról rappeljen. A leghíresebb és legnépszerűbb alteregója „Slim Shady”, először a The Slim Shady EP-n szerepelt. Bár ezen személyiség alatt Eminem erőszakos és sötét dalokat készít, mindegyiknek van némi komikus töltete. Slim Shady személye megmaradt, de ettől függetlenül Eminem Recovery albumán már nem használja, mert úgy érezte, nem illene a hangvételéhez. Néhányan Eminemet is egy alteregónak gondolják,[forrás?] igazi énjével, Marshall Mathersszel együtt. Eminem egy másik karakterét Ken Kaniffnak hívják.
Kent eredetileg egy detroiti rapper, Aristotle játszotta a The Slim Shady LP-n, aki a skitben (két dal közé elhelyezett közjáték), telefonbetyárkodott Eminemmel. A The Slim Shady LP után Eminem megszerezte Ken Kaniff karakterét és néhány közjátékban el is játszotta, a The Marshall Mathers LP-től kezdve (kivéve az Encore-ban és a Recovery-ben). Ezután a karakter megváltozott, Kaniff személye egy homoszexuális lett, aki kigúnyolja Eminem dalait. Aristotle a karakter eredeti alkotója feldühödött, amiért Eminem ellopta tőle, ezért készített egy mixtape-et, amin Kenként rappel és Eminemet sértegeti.

### Közreműködései és produceri munkái
Bár általában az Aftermath Entertainment és a Shady Records kiadó rappereivel működik együtt, olyanokkal mint Dr. Dre, 50 Cent, D12, és Obie Trice, Eminem sok más előadóval is dolgozott, ezek közé tartozik Redman, Kid Rock, DMX, Missy Elliot, Jay-Z, Xzibit, Method Man, Jadakiss, Fat Joe, Sticky Fingaz, T.I. és még sokan mások. Eminem elrappelt egy versszakot Busta Rhymes Touch It dalának remix változatában élőben a BET Music Awards díjkiosztón 2006. június 27-én. Közreműködött Akon Smack That című szerzeményében, amely a Konvicted albumon kapott helyet. Szerepelt Lil Wayne Drop the World slágerében.
Ezen kívül Eminem aktív rap producer is. Amellett, hogy executive producere volt a D12 első két albumának, a Devil's Night-nak és a D12 World-nek, ugyancsak ezt a feladatot látta el Obie Trice Cheers és Second Round's on Me lemeze, majd 50 Cent Get Rich or Die Tryin' és a The Massacre című korongjai esetében. Ezen túlmenően készített dalokat más híres rappereknek, mint például Jadakissnek (Welcome to D-Block), Jay-Z-nek (Renegade, Moment of Clarity), Lloyd Banksnek (On Fire, Warrior Part 2, Hands Up), Tony Yayónak (Drama Setter), Trick-Tricknek (Welcome 2 Detroit) és Xzibitnek (My Name, Don't Approach Me). A The Eminem Show legnagyobb részét maga Eminem készítette, régi társával Jeff Bass-szal közösen. Az Encore produceri munkálatait Dr. Drével közösen végezték. 2004-ben Eminem executive producere volt 2Pac Loyal to the Game című posztumusz albumának, 2Pac édesanyjával, Afeni Shakurral. Producere volt az Egyesült Királyságban listavezető kislemeznek a Ghetto Gospel-nek, amelyen Elton John is megjelent, mint közreműködő. Szintén producere volt Nas God's Son nagylemezén található The Cross című dalnak. 2006. augusztus 15-én Obie Trice megjelentette Second Round's on Me névre keresztelt második albumát, amelyen Eminem nyolc dalnak volt a producere, a There They Go című dalban még közreműködőként is jelen volt. Továbbá készített dalokat Trick-Trick új lemezére, a The Villain-ra, és szerepelt a Who Want It dalban is.
Tekintettel produceri munkáira saját felvételein, Eminemről úgy tartják, szokatlan módon készíti a dalokat: ahelyett hogy megírná az ütemeket, különböző ötletektől vezérelve eldönti, hogyan szeretné a hangzást a szöveg alapján, majd eszerint készíti el a zenét. Az egyik nagy kivétel a Stan volt, amely egy ötletből és egy Mark the 45 King készítette szkreccselésből jött.

### Összehasonlítása más művészekkel
Ahogy Asher Roth egyre nagyobb nevet szerzett magának fehér előadóként egy túlnyomórészt fekete zenei műfajban, többen is összehasonlították Eminemmel, olyannyira, hogy albumán még egy dalt is szentelt a híres rappernek, As I Em címmel.

„Nem volt még alkalmam igazán megismerni, megkedvelni, megtudni róla akármit is, mert csak néhány dalát hallottam. Az emberek arról beszélnek, hogy olyan mint én, azt teszi amit én, megpróbálja utánozni amit én csinálok. Hallani bizonyos dolgokat. De az anyag amit hallottam őszinte volt, ami bizonyára nem elég ahhoz, hogy kialakuljon róla a véleményem és azt mondjam: »Igen, olyannak hangzik mint én«, vagy »Nem, nem úgy«. De annak a pár dalnak az alapján amit meghallgattam, nem hinném, hogy olyan. Tudod mire gondolok? Teszi a saját dolgát. És ezt tisztelem.”

Eminemet és a keresztény hiphop előadót KJ-52-t is gyakran összehasonlítják, néhányan úgy gondolják hogy KJ-52 Eminem „keresztény megfelelője”. A legfigyelemreméltóbb eset az volt, mikor KJ-52 megjelentette Dear Slim című kislemezét, amelyet Eminemnek írt, a kereszténység üzenetével, bár Eminem azt állítja magáról, hogy keresztény.[forrás?] A dal híressé és vitatottá vált az Eminem rajongók körében, miután szerepelt a Total Request Live-ban. KJ-52 több gyűlölködő levelet kapott (köztük voltak halálos fenyegetésűek is) Eminem rajongóitól, de ő mindvégig azt állította hogy a dal nem volt „diss”. Ennek következményeket a kislemez lett a VH1 „A 40 legrosszabb esemény a hiphopban” listáján a 26. helyezésű.
Ahogy egyre több és több fehér rapper jelenik meg a hiphop színterén, elengedhetetlen az összehasonlításuk Eminemmel. Ezek közé tartoznak Mac Miller, Yelawolf, Machine Gun Kelly és Sam Adams előadók is. 2011-ben Mac Miller a Donald Trump című videoklipje után (amelyet 20 milliószor néztek meg a YouTube-on), maga Trump dicsérte az előadót és a „következő Eminemnek” nevezte. Ez a megjegyzés arra sarkallta az MTV-t, hogy megkérdezze Miller véleményét is, aki erre a következőkkel válaszolt: „...mindössze arra akart célozni, hogy fehér vagyok és kezdek egyre ismertebbé válni.”

## Magánélete

### Családja
Marshall Mathersnek sok figyelem kísérte előadói karrierjét és magánéletét is. Kétszer vette el Kimberly Anne Scottot, akivel a középiskolában találkoztak. Kimberly még tinédzserként, nővérével Dawnnal együtt szökött el otthonról. Marshall 15 éves volt, amikor hozzá és anyjához költöztek. Kimmel „se veled, se nélküled” kapcsolatot kezdtek 1989-ben, végül 1999-ben házasodtak össze. 2000-ben válókeresetet adtak be, röviddel Kim második ittas vezetése után. A pár először 2001-ben vált el, de 2006 januárjában újra összeházasodtak. A második válás véglegesítése ugyanazon év decemberében történt meg, de megegyeztek abban, hogy megosztják egymás közt lányuk, Hailie Jade Mathers (született 1995. december 25-én) láthatását és nevelését. Marshall a '97 Bonnie & Clyde, Hailie's Song, My Dad's Gone Crazy, Mockingbird, When I'm Gone, Beautiful, Airplanes Pt. II, Going Through Changes és a You're Never Over című dalokban is megemlíti Hailie-t.
2010 elején Eminem többször is cáfolta  a pletykákat, hogy Kimmel újra összejöttek volna.
Hailie mellett két örökbefogadott lánya is van: Alaina „Lainie” Mathers, Kimberly Scott húgának gyermeke, akit a Mockingbird, Airplanes Part II és Going Through Changes dalokban is megemlített, valamint Whitney, Scott egy korábbi kapcsolatából született gyereke. Whitney a Deja Vu és a Going Through Changes dalokban is szerepel. Mathers ezen kívül törvényes gyámja fiatalabb féltestvérének, Nathannek, akit a Cleanin' Out My Closet és a My Mom dalokban is megemlített.

### Jogi problémák
1999-ben Eminemet anyja 10 millió dollárra perelte  a The Slim Shady LP  őt rágalmazó jellege címén; 2001-ben egy 1600 dolláros kártérítést ítéltek meg neki.
Eminemet 2000. június 3-án letartóztatták, miután konfliktusba keveredett Douglas Daillel egy autórádiós boltban, Royal Oakban, Michigan államban; elővett egy töltetlen fegyvert és a padló felé tartotta. A rá következő napon Warrenben, szintén Michigan államban megtámadta John Guerrera kidobóembert, mert állítólag látta amint a feleségével a Hot Rock Café parkolójában csókolózik. Eminem a The Eminem Show-n a The Kiss (Skit) során meg is emlékszik az esetről. Illegális fegyverbirtoklással és bántalmazással vádolták. Eminem bűnösnek vallotta magát és végül két év próbaidőt kapott.
2000. július 7-én Eminem akkori felesége, Kimberly Scott öngyilkosságot kísérelt meg, felvágta saját ereit. Scott beperelte Eminemet Kim című dala miatt, amelyben a rapper azt részletezi, hogyan ölné meg őt.
2000. október 26-án Eminemnek a torontói Skydome arénában volt koncertje. Azonban Ontario igazságügy minisztere Jim Flaherty tiltakozott az ellen, hogy Eminemet átengedjék a határon: „Én személy szerint nem akarom, hogy bárki olyan jöjjön Kanadába, aki a nők elleni erőszak híve.” Flaherty „gyomorforgatónak” találta Eminem Kill You dalának szövegét, amelyben olyan erőszakos sorok hallhatóak mint „Szuka, azt hiszed, hogy nem fojtok meg több ribancot/míg a hangszálaik nem krepálnak be többé?” A lakosság élesen tiltakozott Flaherty ötlete ellen, ellenérvként a szólásszabadságot hozták fel. Michael Bryant azt javasolta, a kormány szabjon ki Eminem ellen gyűlölet-bűncselekmény vádakat, a nők ellen irányuló erőszakossága miatt, dalszövegeiben. Robert Everett-Green a Globe and Mail szerkesztője szerint ez „egy valóságos offenzíva Eminem karrierje ellen”. A torontói koncerten mindenesetre minden terv szerint ment.
D'Angelo Bailey egészségügyi munkás beperelte Eminemet 2001-ben a Brain Damage című dal miatt, melynek szövegében Eminem azt állítja, hogy az általános iskolában Bailey többször is terrorizálta, megverte és egy ízben majdnem megölte őt. Bailey szerint ezek az állítások túlzóak, bár elismerte, hogy valóban bántalmazta Matherst, ám ez szerinte nem volt komoly, csak kicsit „pofozgatta” és „megtaszigálta”. 2003. október 20-án a vádakat ejtették, az ügyet pedig lezárták.
2001. június 27-én egy év próbaidőre ítélték illegális fegyverviselés vádjával, a bíróság 2000 dolláros bírságot és néhány órányi közmunkát szabott ki.
2002. március 31-én  Jacques Loussier francia dzsesszzongorista 10 millió dollárra beperelte Eminemet és Dr. Drét, azt állítva, hogy ellopták tőle egyik szerzeményének dallamát, amelyet a Kill You-ban használtak fel. Loussier azt követelte, hogy az albumnak szüntessék be az árusítását és minden megmaradt példány semmisítsenek meg. A tárgyalás 2004 júniusában kezdődött el. Az ügy később elrendeződött.
2003. december 8-án az Egyesült Államok Titkosszolgálata bevallotta, hogy vizsgálatot indított Eminem ellen, mert állítólag megfenyegette George W. Busht az Egyesült Államok akkori elnökét, egy kiadatlan bootleg felvételen a We As Americans-en. A vizsgálatra egy szövegrészlet miatt került sor: „Picsába a pénzzel/Nem a halott elnökökért rappelek/Inkább látnám az elnököt holtan...”. Az incidensre később a Mosh című dal videoklipjében is hivatkoztak, néhány kivágott újságcikkben, amelyek Bush pályafutásának szerencsétlenebb időszakait jelenítették meg. A We As Americans dal végül felkerült az Encore album bónuszlemezére, ahol a szöveget alaposan megcsonkították.
2005-ben nagybátyja és nagynénje, Jack és Betty Schmitt beperelte őt azt állítva, hogy odaígért nekik egy 350.000 dolláros házat és pénzt, amivel fenntarthatják, ehelyett a saját nevén tartotta és megpróbálta kilakoltatni őket.
2007-ben az Eight Mile LLC zenei vállalat a Martin Affiliated LLC-vel közösen pert indított az Apple Inc. ellen arra hivatkozva, hogy az Aftermath nem köthet megállapodást a számok digitális formátumú letöltéséről, így arról a 93 Eminem-dalról sem, amely letölthető az Apple iTunes Store szolgáltatásáról. Az ügy röviddel azután elrendeződött, hogy 2009 szeptemberének végén megkezdődött a tárgyalás.
2010 júliusában az Egyesült Államok Kilencedik Kerületi Fellebbviteli Bírósága döntött az F.B.T. Productions, LLC kontra Aftermath Records ügyben, így az F.B.T. Productions és Eminem 50 százalékos részesedést kap abból a jövedelemből, melyet az Aftermath szerzett azáltal, hogy engedélyezte Eminem felvételeit olyan cégeknek mint az Apple Inc., Sprint, Nextel, Cingular és a T-Mobile. 2011 márciusában az Egyesült Államok Legfelsőbb Bírósága megerősítette az ítéletet.

### Droghasználat
Eminem nyíltan beszélt arról, hogy különböző gyógyszerek, többek közt a vicodin, ambien, válium és metadon vényköteles gyógyszerek rabja volt. Csapattársa Proof a D12-ből kijelentette hogy Mathers „kijózanodott” kábítószer- és alkoholfüggőségéből, 2002-ben. Azonban elkezdte szedni az Ambien nevű gyógyszert, alvászavarok miatt. Ennek következtében kellett lemondania az Anger Management Turné európai részét 2005 augusztusában, és bevonulnia rehabilitációs kezelésre „altatófüggőség” miatt. 2009-ben egy Jonathan Ross vezette brit talk-showban Mathers elismerte, hogy nagyon komoly függőségben szenvedett és az öngyilkosságot is fontolgatta, mondván, „Nem vigyáztam magamra, abban az időben fel akartam adni.” Megerősítette, hogy most teljesen józan és elmondta: „A rap volt az én drogom... Aztán mikor más dolgokhoz nyúltam, újra éreznem kellett ezt. Most a rap ismét a magasba visz.”

### Proof halála
2006. április 11-én Eminem legjobb barátját és a D12 tagját, Proofot megölte a CCC Clubban Mario Etheridge kidobóember a 8 Mile Roadon Detroitban. Április 19-én Eminem, a D12, 50 Cent és még ezrek vettek részt Proof temetésén a The Fellowship Chapelben, Detroitban. Eminem a Recovery című albumán két dal szól Proof haláláról, a Going Through Changes és a You're Never Over, valamint megemlékezik róla a Relapse és a Recovery lemezeken is (Deja Vu, Beautiful, Cinderella Man).

## Viszályok

### Insane Clown Posse
A viszály 1997-ben kezdődött, amikor Eminem egy partit akart rendezni, amelyen debütáló EP-jét, a The Slim Shady EP-t promotálta. Odaadott Violent J-nek egy szórólapot, amin többek közt ez állt: „Közreműködő előadók Esham, Kid Rock, és az IPC (talán)”. Violent J megkérdezte, Eminem miért reklámoz egy lehetséges Clow Posse megjelenést, mielőtt egyeztetett volna a csapattal. Eminem megmagyarázta: „Azt írja »talán«. Talán ott lesztek; nem tudom. Ti srácok eljöttök a megjelenési bulira?” Violent, mivel nem konzultáltak korábban, zaklatottan azt válaszolta: „Nem ... meg, nem megyek el a bulidra. Talán ha megkérdeztél volna minket, mielőtt megcsináltad ezt a ... szórólapot.” Eminem Violent válaszát személyes sértésnek vette, később több rádióinterjú során támadta a csapatot. Violent és Ustler később egy paródiával reagált, mely Eminem My Name Is dalát gúnyolta ki, a címe Slim Anus volt. Eminem továbbra is folytatta az Insane Clown Posse földbedöngölését, a The Marshall Mathers LP album Marshall Mathers és Ken Kaniff című szerzeményein keresztül. 2002-ben a The Eminem Show lemez Business című dalában sértegeti őket, rövidebben.
Az Insane Clown Posse egy MTV készítette interjúban beszélt a viszályról. Elmondták, hogy a konfliktusnak Proof vetett véget 2005-ben, melyet egy bowling játszma követett, a D12 és a Psychopathic Records között. Violent J elmesélte, hogy „Proof felvette velünk a kapcsolatot és elmentünk együtt bowlingozni – nagyon örültem neki. Most mások vagyunk. Rosszul is elsülhetett volna, de azt mondták felejtsük el ami volt és csapjunk bele.”

### Michael Jackson
A Just Lose It című videoklip erős vitákat generált, mivel parodizálja gyermekmolesztálási ügyét, a plasztika műtétjeit és egy balesetet, amelyben Jackson haja tüzet fogott egy Pepsi reklám forgatásán 1984-ben. Betiltották a BET csatornán Benzino és sok más ember panaszai miatt (később újra sugározni kezdték Nelly Tip Drill videója miatt). Mindkét videót kizárólag csak a Bet: Uncut-ban lehetett látni. Ugyanakkor az MTV nem vette le a képernyőről és ez a videó lett a legkeresettebb a csatornán. Egy héttel a Just Lose It megjelenése után Michael Jacksont felhívta a Los Angeles-béli Steve Harvey rádióműsorában, hogy kifejezze nemtetszését a videoklip iránt: „Nagyon dühös vagyok amiatt, ahogy Eminem ábrázol engem a videóban. Úgy érzem, ez felháborító és tiszteletlen. Az egy dolog, hogy az egész nem igaz, de emellett még megalázó és érzéketlen is. Csodáltam Eminemet mint előadót, és nagyon megdöbbentem ezen. Ez a videó tiszteletlen volt velem, a gyermekeimmel, a családommal és a rajongóimmal.” Jackson sok barátja és támogatója szólalt fel a videó ellen, köztük Stevie Wonder, aki megjegyezte hogy „egy olyan embert rugdos, aki mélyponton van”, a klipet pedig egyszerűen csak „baromságnak” nevezte, Steve Harvey pedig kijelentette: „Eminem elvesztette a gettó-hitelét. Azt akarjuk hogy visszaszerezze.”

### Mariah Carey és Nick Cannon
Eminem írt néhány olyan dalt, amelyben elmondja, hogy kapcsolata volt Mariah Carey énekesnővel, bár ezt a nő tagadja. Az énekesnő állítása szerint néha találkoztak, de semmilyen szexuális vagy bizalmas dolog nem történt köztük. Eminem sok dalban megemlítette már kettejük állítólagos kapcsolatát: When the Music Stops, Superman, Jimmy Crack Corn, Bagpipes From Baghdad és a The Warning. A Superman megjelenése után Carey válaszként kiadta a Clown című dalt, amely a 2002-es Charmbracelet című albumán szerepelt és olyan utalások voltak benne, amelyek a 2009-es slágerében az Obsessed-ben is megjelennek.
Eminem Relapse albumán megtalálható Bagpipes From Baghdad című szerzeményében árulja el a legtöbbet a vitáról. A dalban becsmérli Carey és férje, Nick Cannon kapcsolatát. Cannon szerint Eminem „egy álruhába bújtatott született rasszista”, és figyelmeztette őt, hogy ezért még bosszút áll rajta, talán még a rappeléshez is visszatér. Eminem később elmondta, a pár félreértelmezte a dalt és a legjobbakat kívánta nekik. Cannon később elmondta, hogy nincsen benne nagy harag, csak kifejezte a dal iránt érzett véleményét.
2009-ben Carey megjelentette Obsessed című dalát, amelyben egy megszállott emberről énekel, aki azt állítja, kapcsolata volt vele. Cannon azt állította, a dal nem Eminemről szól. Azonban 2009 júliusában Eminem válaszul kiadta The Warning című dalát, amelyben azt állítja, hogy megőrizte a fotókat és a rögzítőre mondott üzeneteket. Kicsit több mint egy évvel később, 2010 szeptemberében Nick Cannon az I'm a Slick Rick dalával reagált, a szerzeményben Slick Rick stílusában sértegeti Eminemet.

### Moby
A The Marshall Mathers LP megjelenése után a népszerű elektronikus zenész, Moby többször is hangoztatta, hogy Eminem dalszövegei elfogadhatatlanok az erős nőgyűlölő és homofób töltetek miatt. Eminem a következő albumán, a The Eminem Show Without Me dalában több sorban is reagált erre. Moby egészen 2004-ig hallgatott, amikor is dicsérte Eminemet a George W. Bush ellen indított „hadjárata” és a Mosh című dal miatt. A viszály azóta elrendeződött.

### Melegjogi aktivisták
Eminem rengeteg vitát és ellentétet gerjesztett állítólagos homofób dalszövegei miatt; egy ausztrál politikus megpróbálta betiltatni Eminem zenéjét. Ennek ellenére Eminem jó barátja a meleg énekes Elton Johnnak és nyilvánosan támogatja a homoszexuálisok jogait. Amikor az azonos neműek házasságát legalizálták szülőállamában Michiganban, a The New York Times egy interjúban kikérte erről a véleményét, mire Eminem elmondta: „Ha két ember szereti egymást, akkor kit érdekel? Szerintem mindenkinek ugyanolyan joga van arra, hogy szerencsétlenül éljen egy házasságban. Bármi, amit valaha mondtam, okkal történt; azért mondtam, mert abban a pillanatban úgy éreztem. Annyi történt, hogy lenyugodtam, és most már sokkal érettebben látom a világot.”

## Örökség
Eminem a 2000-es évek legtöbb lemezt eladott híressége az amerikai Nielsen SoundScan szerint, eddig több mint 86,5 millió albumot adott el világszerte, így ő az egyik legkelendőbb zenész a világon. Videoklipjeit összesen több mint egymilliárdszor nézték meg a hivatalos VEVO oldalán, a YouTube-on. 83. helyen szerepel a Rolling Stone magazin „Minden idők 100 legnagyobb előadója” listáján. 2008-ban a Vibe magazinban a legjobb élő rappernek nevezték. 2009 decemberében a Billboard magazintól megkapta az évtized előadója elismerést. 2010-ben a portugál MTV a popzene történelmének hetedik legnagyobb ikonjaként tartotta számon. 2010-ben Eminem 94 millió streamet ért el, többet mint akármelyik más előadó. A Billboard szerint Eminemnek két olyan lemeze van, amely tagja a 2000-es évek öt legtöbbet eladott albumának. Az Egyesült Királyságban több mint 12,5 millió felvételt értékesített. Továbbá zenéit 33 millióan töltötték le, és csak az Egyesült Államokban 40,9 millió albumot adott el. A különböző csapatokkal való együttműködéseit beleértve Eminemnek tíz listavezető albuma van a Billboard 200-on, hét szóló (öt stúdió és két válogatáslemez), kettő a D12-vel és egy a Bad Meets Evillel. 13 listavezető kislemeze van világszerte. A The Eminem Show, The Marshall Mathers LP és az Encore albumai a 2000-2009-es időszak harmadik, hetedik és negyvenedik legtöbbet eladott lemezei voltak a Billboard szerint. 2011 augusztusában a Rolling Stone a Hiphop Királyának nevezte. A magazin felsorolta azokat a rappereket, akik 2009 és 2011 első féléve között dalokat jelentettek meg, megvizsgálták az albumeladásaikat, helyezéseiket az R&B/hiphop és rap slágerlistákon, YouTube-os megtekintéseiket, a médiát, a koncertekért kapott fizetést, a díjakat és a kritikusok értékeléseit, és a felhalmozott adatok kimutatták, hogy Eminem ezen időszak egyértelmű királya.
Eminem második nagy kiadós stúdióalbuma, a The Marshall Mathers LP lett a leggyorsabban fogyó szólólemez az Egyesült Államok történetében. Az album minden idők egyik legnagyszerűbb hiphop albuma lett, olyan magazinok szerint mint a Rolling Stone, a Time és az XXL. A Rolling Stone hetedik helyre sorolta a 2000-es évek legjobb albuma listáján. A korong harmadik kislemeze a Stan Eminem egyik legelismertebb dala kritikailag, miután az About.com rangsorolta Eminem legjobb szerzeményeit és miután a Pitchfork Media „kulturális mérföldkőnek” nevezte. 2005-ben Eminem a 79. helyet kapta a VH1 „Minden idők 100 legnagyobb előadója” listáján.

## Diszkográfia
- Infinite (1996)
- The Slim Shady LP (1999)
- The Marshall Mathers LP (2000)
- The Eminem Show (2002)
- Encore (2004)
- Relapse (2009)
- Recovery (2010)
- The Marshall Mathers LP 2 (2013)
- Shady XV (2014)
- Revival (2017)
- Kamikaze (2018)
- Music to Be Murdered By (2020)
- The Death of Slim Shady (Coup de Grâce) (2024)

## Filmográfia
| Év   | Cím                                    | Szerep                      | Megjegyzés                                                                         |
| ---- | -------------------------------------- | --------------------------- | ---------------------------------------------------------------------------------- |
| 2000 | Da Hip Hop Witch                       | Önmaga                      |                                                                                    |
| 2000 | Up in Smoke Tour                       | Önmaga                      | Koncertfilm                                                                        |
| 2000 | The Slim Shady Show                    | Különböző szerepek          |                                                                                    |
| 2001 | Balhé a mosodában                      | Chris                       | Nem szerepel a stáblistán                                                          |
| 2002 | 8 mérföld                              | Jimmy „B-Rabbit” Smith, Jr. | Oscar díj – A legjobb eredeti filmdal Golden Globe díj – A legjobb eredeti filmdal |
| 2003 | 50 Cent: The New Breed                 | Önmaga                      | Dokumentumfilm                                                                     |
| 2004 | Crank Yankers                          | Billy Fletcher              | (2. évad: 21. epizód)                                                              |
| 2009 | Ki nevet a végén?                      | Önmaga                      | Cameo                                                                              |
| 2010 | Törtetők                               | Önmaga                      | Lose Yourself (2 évad: 10. epizód)                                                 |
| 2012 | Something From Nothing: The Art Of Rap | Önmaga                      |                                                                                    |
| 2014 | Az interjú                             | Önmaga                      |                                                                                    |

## Díjak és jelölések
Eminemnek 15 Grammy-díja van. Sokan dicsérték „verbális energiája”, kiváló minőségű dalszövegei miatt és az MTV „Minden idők legnagyobb MC-jei” listáján a kilencedik helyre sorolták. 2003-ban tizenharmadik lett az MTV-nek „A 22 legnagyszerűbb zenei hang” listáján és a 82. helyen került a Rolling Stone „A halhatatlanok” listáján. 2008-ban a Vibe magazin olvasói megszavazták a legjobb élő rappernek. Továbbá a Vibe honlapján a legjobb élő rappernek nevezték ki egy közvélemény-kutatás után.
A sors iróniája, hogy a The Real Slim Shady című dalában, amely a Grammy-nyertes The Marshall Mathers LP albumon szerepelt, a második versszakban ejtett arról szót, hogy nem érdekli a díj, ezért aztán később negatív érzései voltak a Grammy megnyerésével kapcsolatban.
Eminem továbbá Oscar díjat nyert Jeff Bass-szel és Luis Restóval a 8 mérföld című zenés drámáért a legjobb eredeti filmzene kategóriában.

## Üzleti vállalkozások
- Shady Records
- Shade 45
- Shady Ltd. Clothing
- Shady Games
- Eight Mile Style LLC[184]
- The Marshall Mathers Foundation

## Kapcsolódó írások
- Bozza, Anthony. Whatever You Say I Am: The Life and Times of Eminem. New York, New York, United States: Crown Publishing Group (2003). ISBN 1-4000-5059-6
- Edwards, Paul. How to Rap: The Art & Science of the Hip-Hop MC. Chicago, United States: Chicago Review Press (2009). ISBN 1-55652-816-7
- Goldberg, Bernard. 100 People Who Are Screwing Up America. New York City, United States: HarperCollins (2005). ISBN 0-06-076128-8